# 大穗茅根
大穗茅根（学名：Perotis macrantha）为禾本科茅根草屬下的一个种。